# Hans Peter Doskozil
Hans Peter Doskozil (ur. 21 czerwca 1970 w Vorau) – austriacki polityk, policjant i samorządowiec, działacz Socjaldemokratycznej Partii Austrii (SPÖ), w latach 2016–2017 minister obrony i sportu, od 2019 starosta krajowy Burgenlandu.

## Życiorys
W 1988 ukończył szkołę średnią w Oberschützen. W latach 1994–2000 studiował prawo na Uniwersytecie Wiedeńskim, uzyskując magisterium. W 1989 podjął służbę w austriackiej policji. Do 2008 pełnił różne funkcje w jej strukturach w Wiedniu i kraju związkowym Burgenland. Następnie był zatrudniony w biurze starosty krajowego Burgenlandu. W latach 2012–2016 stał jako Landespolizeidirektor kierował regionalną policją.
Działacz Socjaldemokratycznej Partii Austrii. W latach 2007–2012 był radnym w Grafenschachen. W styczniu 2016 wszedł w skład rządu Wernera Faymanna jako minister obrony i sportu. Pozostał na tym stanowisku także w utworzonym w maju 2016 gabinecie Christiana Kerna.
W wyborach w 2017 z ramienia socjaldemokratów uzyskał mandat deputowanego do Rady Narodowej XXVI kadencji, którego jednak nie objął w związku z wejściem w skład rządu Burgenlandu, gdzie powierzono mu sprawy kultury, infrastruktury i finansów. Stanowisko to objął po odejściu w grudniu 2017 z rządu federalnego. W 2018 stanął na czele struktur krajowych socjaldemokratów, a w 2019 powołano go na starostę krajowego Burgenlandu. W 2020 był liderem SPÖ w wyborach krajowych do landtagu; uzyskał wówczas mandat poselski. Jego partia zdobyła w tym parlamencie większość bezwzględną, co pozwoliło jej liderowi pozostać na funkcji starosty krajowego.
W 2023 zajął pierwsze miejsce w głosowaniu na przewodniczącego partii przeprowadzonym wśród członków SPÖ. W czerwcu 2023 ubiegał się o tę funkcję podczas partyjnego kongresu. Zgodnie z początkowo ogłoszonymi wynikami pokonał w głosowaniu Andreasa Bablera. Ustalono jednak, że podczas podliczania głosów popełniono błąd; po zweryfikowaniu wyników okazało się, że Hans Peter Doskozil przegrał te wybory.
W 2025 ponownie wybrany do landtagu; po raz kolejny został też starostą krajowym, zawierając tym razem koalicję z Zielonymi.